# دعم الطفل في الولايات المتحدة
في الولايات المتحدة، دعم الطفل هو الالتزام المستمر بدفع مدفوعات دورية بطريقة مباشرة أو غير مباشرة من قبل «المُلزَم» (أو الوالد الذي يدفع أو الممول) إلى «المُلزِم» (أو الطرف المتلقي أو المستلم) مقابل الرعاية المالية ودعم الأطفال في علاقة أو زواج (ربما انتهى). تختلف القوانين التي تحكم هذا النوع من الالتزام بصورة كبيرة من ولاية إلى أخرى ومن قبيلة إلى أخرى بين الأمريكيين الأصليين. كل ولاية وقبيلة معترف بها اتحاديًا مسؤولة عن وضع توجيهاتها لتحديد إعالة الطفل.
عادةً ما يكون المُلزَم أحد الوالدين غير الحاضنين. عادة ما يكون المُلزِم هو الوالد الحاضن أو مقدم الرعاية أو الوصي، أو الوكالة الحكومية، ولا يتعين عليه إنفاق المال على الطفل. في الولايات المتحدة، لا يوجد شرط جنساني لإعالة الطفل؛ مثال: يمكن أن يدفع الأب للأم أو العكس. بالإضافة إلى ذلك، في حالة وجود حضانة مشتركة، أي في حال وجود أبوين حاضنين أو عدم وجودهما، قد يُطلب من الوالد الحاضن الدفع للوالد الحاضن الآخر.
تاريخيًا، نظمت الولايات والأقاليم والقبائل الأمريكية الأصلية المنفصلة حق الطفل في الإعالة. شاركت الحكومة الفيدرالية للولايات المتحدة في تقديم المساعدة الاجتماعية للأطفال الفقراء في عام 1935 من خلال برنامج مساعدة الأسر التي لديها أطفال معالين. في المقابل، أدركت الحكومة الفيدرالية أن العديد من الأطفال دخلوا هذا البرنامج لأن الآباء غير الأوصياء تجنبوا في كثير من الأحيان نصيبهم العادل من تكاليف تربية أطفالهم، وبدأت في تطوير أساس إطار العمل الفيدرالي الشامل اليوم لتطبيق دعم الطفل.
اليوم، البرنامج الفيدرالي لإنفاذ دعم الطفل هو مسؤولية مكتب إنفاذ إعانة الطفل، وهو مكتب لإدارة الأطفال والعائلات في وزارة الصحة والخدمات الإنسانية. تتطلب اللوائح الفيدرالية الصادرة وفقًا للمادة الرابعة ـدي من قانون الضمان الاجتماعي تطبيقًا موحدًا لإرشادات دعم الطفل في جميع أنحاء الولاية، ولكن يمكن لكل ولاية تحديد طريقتها في حساب الدعم. كحد أدنى، تتطلب المادة 45 من قانون اللوائح الفيدرالية القسم 302.56 من كل ولاية إنشاء ونشر مبدأ توجيهي يُفترض أنه صحيحًا (ولكن يمكن دحضه)، ومراجعة المبدأ التوجيهي، على الأقل، كل أربع سنوات. لذلك اعتمدت معظم الولايات «ورقة عمل إرشادات دعم الطفل» الخاصة بها والتي تستخدمها المحاكم المحلية ومكاتب إنفاذ دعم الطفل بالولاية لتحديد «الحساب القياسي» لإعالة الطفل في تلك الولاية. يجوز للمحاكم أن تختار الانحراف عن هذا الحساب القياسي في أي قضية بعينها. أبرمت الولايات المتحدة اتفاقات متبادلة مع عدد من البلدان فيما يتعلق بإصلاح إعالة الطفل وهي طرف في اتفاقية لاهاي للإعالة لعام 2007.

## نماذج الدعم
تتبع الولايات أحد النماذج أو الصيغ الأساسية الثلاثة لحساب التزام دعم الطفل: (1) نموذج حصص الدخل، (2) نموذج النسبة المئوية للدخل، أو (3) نموذج صيغة ميلسون.
- يؤكد نموذج حصص الدخل أن الأبناء القصر يجب أن يتلقوا نفس القدر من الدعم الأبوي كما لو كان الوالدان يعيشان معًا. يحسب هذا النموذج الدعم على أنه الحصة التقريبية من دخل كل والد والتي كان من الممكن تخصيصها للطفل في الأسرة المعيشية المشتركة. تختلف الحسابات حسب الحالة ولكنها تضيف بصورة أساسية دخل كلا الوالدين. ثم يُحدد المبلغ المطلوب لدعم كل طفل باستخدام المعايير الأساسية ثم يُعدل وفقًا للحالة المحددة ويختلف حسب الولاية. أخيرًا، يُقسم التزام الدعم بالتناسب بين الوالدين اعتمادًا على حصتهما من إجمالي الدخل. بعبارة أخرى، إذا كان الوالد الحاضن للطفل يكسب 2,000 دولار شهريًا وكان الوالد غير الحاضن يكسب 3,000 دولار، يُفرض على الوالد غير الحاضن 60% من التزام الدعم.
- يحسب نموذج النسبة المئوية للدخل الإعانة كنسبة مئوية من دخل الوالد غير الحاضن. يفترض هذا النموذج أن دعم الوالد الحاضن ينفق بالكامل على الطفل. يُعدل مبلغ الدعم بحسب النموذج السابق. (ملاحظة: تطبق مقاطعة كولومبيا وماساتشوستس معادلة هجينة لنماذج حصص الدخل والنسبة المئوية للدخل.)
- صيغة ميلسون هي نسخة أكثر تعقيدًا من نموذج حصص الدخل. إحدى ميزاته الخاصة هي تعديل مستوى المعيشة، والذي يمكّن الطفل تلقائيًا من المشاركة في الدخل المتزايد للوالد أو الوالدين. هذه عملية من ست خطوات تأخذ في الاعتبار احتياجات الدعم الأساسية للأطفال، ورعاية الأطفال والنفقات الطبية غير العادية، وتعديل مستوى المعيشة. تُجمع هذه المبالغ معًا، ثم تنظر المحاكم في الحد الأدنى من احتياجات الدعم الذاتي لكل من الوالدين والنسبة المئوية من إجمالي الدخل الصافي لتحديد التزام الدعم. سميت الصيغة باسم القاضي إلوود إف. ميلسون الابن من محكمة الأسرة في ديلاوي، الذي طور الصيغة في السبعينيات والثمانينيات من القرن العشرين.[5]

## مخاوف السلطة التنفيذية
أصدر الرئيس جيرالد فورد بيانًا توقيعيًا بشأن التوقيع على تعديلات الخدمات الاجتماعية لعام 1974 في 4 يناير 1975. على الرغم من موافقته بشكل عام، أعرب فورد عن مخاوفه بشأن ما اعتبره إفراطًا في «تعاطي الحكومة الفيدرالية مع العلاقات الداخلية».

## العقوبات
بينما تعتبر الآن جزءًا من آلية القانون المدني، بدأ إنفاذ التزامات دعم الطفل في الولايات المتحدة باعتبارها تدبيرًا جنائيًا. بدأت الجهود المبذولة لتجريم عدم دفع إعالة الطفل في أواخر القرن التاسع عشر، مع إدانة أخلاقية، والرغبة في فرض عقوبات أشد، والحاجة إلى العوامل الأساسية لتسليم المجرمين في هذه الحركة. قبل قوانين عدم الدعم الجنائي، تطلب الحصول على الدعم المالي مبدأ الضرورات، وقانون الفقراء، والفصل القانوني. طعِن بشدة في جعل عدم الدعم جناية أو جنحة، مما أدى في النهاية إلى إقرار قانون الهجر وعدم الدعم الموحد الموصوف أدناه. بحلول عام 1910، كان لدى كل ولاية تقريبًا في الولايات المتحدة قوانين إجرامية لعدم الدعم في السجلات.
أدى تجريم عدم الدعم أيضًا إلى زيادة دور ضباط المراقبة في الأحكام غير الداعمة. على الرغم من أن السجن كان وما زال عقوبة شائعة لعدم الدعم، لكن المؤيدين الأوائل لعدم الدعم الإجرامي أرادوا عقوبة من شأنها «زيادة الردع إلى أقصى حد والحفاظ على الأسرة... وتخفيف العبء على الجمعيات الخيرية والدولة لدعم النساء والأطفال». قدمت نيويورك، التي سمحت بالإفراج المشروط كعقوبة لعدم الدعم في عام 1901، أربع مزايا للإفراج المشروط: (1) العقوبة دون وصمة عار، وتفعيلها دون إثارة المرارة أو الاستياء أو الإحباط، (2) السلطة التقديرية القضائية لجعل العقوبة مناسبة للجريمة، (3) العقوبة التي يتحملها المذنبون وحدهم، وتشريد المنظومة يشمل في كثير من الأحيان على الأبرياء والعاجزين، (4) يعاقب عليها بزيادة إيرادات المدينة وبتوفير النفقات. بدأ تمرير القوانين الجنائية غير الداعمة في طمس الخط المدني الجنائي في قضايا دعم الطفل التي ما تزال تثير الجدل بين علماء القانون.
في عام 2000، ألغت ولاية تينيسي رخص القيادة لما هو عدده 1,372 شخصًا يدينون مجتمعين بأكثر من 13 مليون دولار لدعم الأطفال. في تكساس، يمكن أن تخصم المحكمة المدفوعات التي أمرت بها للوالدين غير الحاضنين الذين يتخلفون أكثر من ثلاثة أشهر من أجورهم، ويمكن أن يكون لديهم شيكات استرداد ضريبة الدخل الفيدرالية، أو أرباح اليانصيب، أو أي أموال أخرى قد تكون مستحقة من مصادر حكومية أو فيدرالية تعترضها وكالات إنفاذ دعم الطفل، ويمكن أن يكون لديها تراخيص (بما في ذلك تراخيص الصيد وصيد الأسماك) معلقة، ويجوز للقاضي أن يحكم على أحد الوالدين الذي لا يدفع أجرًا بالسجن وإصدار حكم بشأن إعالة الطفل التي فات موعد استحقاقها.